# Microdon clatratus
Microdon clatratus är en tvåvingeart som beskrevs av Keiser 1971. Microdon clatratus ingår i släktet myrblomflugor, och familjen blomflugor.
Artens utbredningsområde är Madagaskar. Inga underarter finns listade i Catalogue of Life.